# اینترنشنال مکس‌پرو
اینترنشنال مکس‌پرو (انگلیسی: International MaxxPro) یک خودروی زرهی امرپ است که توسط نَویستار دِفِنس زیرمجموعه شرکت نویستار اینترنشنال طراحی و تولید شده‌است همراه با مشارکت شرکت اسرائیلی پلاسان ساسا که زره خودرو را طراحی و تولید می‌کند. مکس‌پرو بخشی از برنامه امرپ نیروهای نظامی ایالات متحده آمریکا است که برای سپاه تفنگداران دریایی ایالات متحده آمریکا ساخته شده و مشابه برنامه ام‌ام‌پی‌وی نیروی زمینی ایالات متحده آمریکا بوده و یک خودروی زرهی محافظت شده در برابر راکت، مین و بمب کنارجاده‌ای می‌باشد. امرپ‌ها در دو دسته طبقه‌بندی می‌شوند شامل دسته ۱ و دسته ۲، که بستگی به نوع استفاده و فضای کابین نفرات دارد و مکس‌پرو هم در هر دو اندازه تولید شده‌است هرچند بیشتر امرپ‌های فروخته شده از نوع امرپ دسته ۱ هستند.